# Skupina armád C
Skupina armád C (Heeresgruppe C) byla německá skupina armád za druhé světové války, která byla vytvořena dne 26. srpna roku 1939 a jejím prvním velitelem se stal polní maršál Wilhelm von Leeb. Dne 22. června roku 1941 byla přeměněna na Skupinu armád Sever.
Skupina armád C byla znovu zformována dne 26. listopadu roku 1943 v Itálii ze štábu Vrchního velení Jih. Od 26. listopadu roku 1943 až do 2. května roku 1945 působil velitel Skupiny armád C i jako velitel Vrchního velení Jihozápad.

## Velitelé
- Generalfeldmarschall Wilhelm von Leeb (26. srpen, 1939 - 21. červen, 1941)
- Generalfeldmarschall Albert Kesselring (26. listopad, 1943 - 23. říjen, 1944)
- Generaloberst Heinrich von Vietinghoff (23. říjen, 1944 - 15. leden, 1945)
- Generalfeldmarschall Albert Kesselring (15. leden, 1945 - 9. březen, 1945)
- Generaloberst Heinrich von Vietinghoff (10. březen, 1945 - 29. duben, 1945)
- General der Infanterie Friedrich Schulz (29. duben, 1945 - 2. květen, 1945)
- Generaloberst Heinrich von Vietinghoff (2. květen, 1945 - 2. květen, 1945)

Náčelníci štábu
- Generalmajor Georg von Sodenstern (26. srpen, 1939 - 5. únor, 1940)
- Generalleutnant Hans-Gustav Felber (5. únor, 1940 - 25. říjen, 1940)
- Generalleutnant Kurt Brennecke (25. říjen, 1940 - 21. červen, 1941)
- Generalleutnant Siegfried Westphal (26. listopad, 1943 - 5. červen, 1944)
- General der Panzertruppe Hans Röttiger (5. červen, 1944 - 2. květen, 1945)
- Generalleutnant Fritz Wentzell (29. duben 1945 - 2. květen 1945)
- General der Panzertruppe Hans Röttiger (2. květen 1945)

Náčelníci operací
- Oberst Vincenz Müller (26. srpnen 1939 - 20. prosinec 1940)
- Oberst Paul Reinhold Herrmann (20. prosinec 1940 - 21. červen 1941)
- Oberst Dietrich Beelitz (1. prosinec 1943 - 1. listopad 1944)
- Oberstleutnant Josef Moll (1. listopad 1944 - 2. květen 1945)